# Armando Hunziker
Armando Teodoro Hunziker (* 29. August 1919 in Chacabuco; † 12. Dezember 2001 in Córdoba) war ein argentinischer Botaniker. Sein besonderes Interessengebiet war die Systematik der Nachtschattengewächse, zu dem er durch seine umfangreichen Forschungen und Veröffentlichungen einen großen Beitrag leistete. Sein offizielles botanisches Autorenkürzel lautet „Hunz.“.

## Leben
Armando Hunziker wurde 1919 in eine schweizstämmige Familie geboren. Von seiner Tante lernte er viele Sprachen, darunter Deutsch, Französisch, Englisch und Italienisch.
Er studierte Agrarwissenschaften an der Universität von Buenos Aires, wo er auch seinen Mentor Professor Lorenzo Parodi kennenlernte. Bereits im Alter von 22 Jahren, noch ohne akademischen Abschluss, bekam er mit dem „José Manuel de Altoaguirre Prize“ eine erste Auszeichnung für seine Arbeiten. Seine Abschlussarbeit schrieb er über die Arten des
Teufelszwirn (Cuscuta) in Argentinien und Uruguay.
1945, im Alter von 25 Jahren, übernahm er das Amt des Kurators am Botanischen Museum der Universität von Córdoba. Diese Einstellung wurde ihm unter anderen durch Hilfe des Nobelpreisträgers Bernardo Alberto Houssay ermöglicht. Von 1947 bis 1982 hatte er an der Universität den Lehrstuhl des Professors für Gefäßpflanzen inne.
Bei der Neugründung des Nationalen Forschungsrates CONICET 1961 übernahm er eine Festanstellung als Forscher dieser Institution, in der er bald zu höchsten Rängen aufstieg und von 1991 bis 1994 auch einen Platz im Verwaltungsrat einnahm. Ebenfalls 1961 rief er das Journal Kurtziana ins Leben, für das er bis 1998 als Editor fungierte.
Durch die Vergabe von Forschungsstipendien wurden ihm mehrere Aufenthalte im Ausland ermöglicht. Sein erster Forschungsaufenthalt im Ausland führte ihn an die Harvard University, an der er mit Professor I. W. Bailey zusammenarbeitete. 1954 folgte ein Forschungsaufenthalt im Royal Botanic Gardens in Kew (England). 1961 bis 1962 und 1979 bis 1980 konnte er durch Stipendien der Guggenheim Foundation weitere Forschungsaufenthalte in den USA durchführen.
Nachdem Hunziker den Lehrstuhl an der Universität Córdoba abgegeben hatte und in Ruhestand gegangen war, wurde ihm zunächst von der Universität Buenos Aires (1981), später auch von der Universität Córdoba die Ehrenprofessur verliehen.
Als Hunziker 1999 erfuhr, dass er unter Krebs leidet, beendete er alle laufenden Projekte, um sich auf die Arbeiten an seinem Buch Genera Solanacearum: The Genera of Solanaceae Illustrated, Arranged According to a new System zu konzentrieren, in dem er seine fast lebenslangen Arbeiten zur Familie der Nachtschattengewächse zusammenfasste. Das Buch wurde kurz vor seinem Tod fertiggestellt und veröffentlicht.

## Forschung
Er veröffentlichte über 150 wissenschaftliche Arbeiten und erstellte die Erstbeschreibungen einer großen Anzahl an Pflanzenarten.

## Pflanzenbenennung zu Ehren Hunzikers
Um die Arbeiten Hunzikers zu würdigen, wurde eine Vielzahl neuer Taxa durch unterschiedliche Autoren nach ihm benannt. Dazu zählen die Gattung Hunzikeria D’Arcy (Solanaceae), sowie die Arten Capsicum hunzikerianum Barboza & Bianchetti, Euphorbia hunzikeri Subils, Jaltomata hunzikeri Mione, Justicia hunzikeri Ariza, Larnax hunzikeriana Benitez & Martinez, Lycium hunzikeri F. A. Barkley, Melica hunzikeri Nicora, Physalis hunzikeriana Martinez, Sclerophylax hunzikeri Di Fulvio, Setaria hunzikeri Anton, Stipa hunzikeri Caro und die Hysterionica aberrans-Varietät hunzikeri Ariza.